# Море Хмар
Море Хмар (лат. Mare Nubium) — море на видимому боці Місяця, біля південно-східного краю Океану Бур. Це просторе, але неглибоке море неправильної форми з невиразними межами, що лежить у древньому поруйнованому басейні або в кількох великих кратерах, що накладаються. Сполучається з Морем Пізнаним, яке раніше розглядали як його частину, та з Океаном Бур. Має чимало примітних деталей поверхні — зокрема, найвидовищніші на Місяці скид та концентричний кратер, кілька кратерів-привидів, великий молодий кратер Булліальд і різноманітні вулканічні об'єкти.

## Назва
Сучасну назву цього моря, як і більшості місячних морів, запропонував Джованні Річчолі 1651 року. Можливо, вона пов'язана з тодішніми уявленнями про вплив Місяця на погоду, а можливо — з виглядом самого моря, яке містить багато напівзатоплених кратерів та перетяте яскравими променями кратера Тихо. 1935 року її разом із багатьма іншими традиційними місячними назвами затвердив Міжнародний астрономічний союз.
Раніше цю ділянку не завжди розглядали як окрему й єдину сутність. До 1964 року до складу Моря Хмар включали (тоді безіменне) Море Пізнане. На першій відомій карті Місяця, де було запропоновано назви для деталей його поверхні (Вільям Гілберт, близько 1600) вони разом із сусідніми морями та частиною Океану Бур об'єднані під назвою «Південний континент» (лат. Continens Meridionalis). 1645 року Міхаель ван Лангрен назвав основну частину Моря Хмар Бурбонівським морем (Mare Borbonicum), а західну ділянку, відокремлену променями Тихо, об'єднав із Болотом Епідемій під назвою «Море Папи» (Mare de Popo). 1647 року Ян Гевелій назвав більшу частину Моря Хмар Памфілійським морем (Mare Pamphilium, давня назва затоки Анталія), а північно-східний виступ — Стримонською затокою (Sinus Strymonicus, затока Егейського моря).

## Розташування та суміжні об'єкти

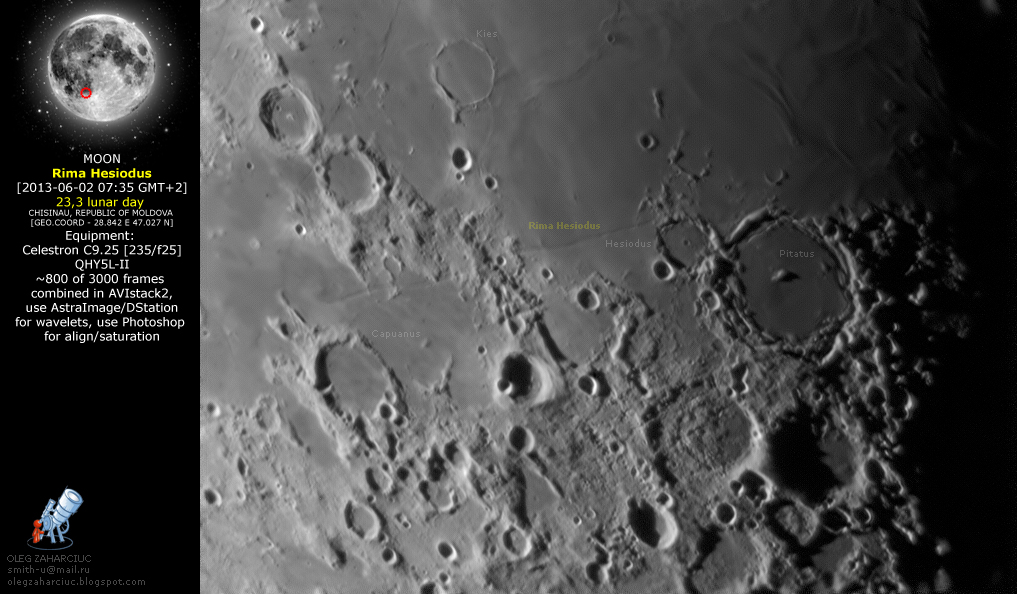
Південно-західна частина моря. Ліворуч — Болото Епідемій.

Координати центра Моря Хмар — 21° пд. ш. 17° зх. д. / 21° пд. ш. 17° зх. д.. На заході вузька материкова смужка відмежовує його від Моря Вологості, а на південному заході — від Болота Епідемій. З північною частиною моря зливаються дві морські ділянки: на сході — широка протока, що йде до Океану Бур, а на заході — Море Пізнане. Їх розділяє півострів під неофіційною назвою «півострів Фра Мауро» (англ. Fra Mauro peninsula), що містить великі кратери Фра Мауро, Бонплан, Паррі та Геріке. Біля східного берега Моря Хмар лежать кратери Птолемей, Альфонс, Арзахель, Пурбах та Регіомонтан, а біля південно-східного краю — Деландр, один із найбільших кратерів видимого боку. На південному березі моря розташований залитий лавою кратер Пітат. Є на його берегах і багато менших кратерів.

## Загальний опис
Форма Моря Хмар неправильна, а межі нечіткі: його береги сильно порізані, а подекуди й відсутні. Його площа — близько 250 000 км2, а розмір основної частини — близько 750×450 км. Разом із північно-східним виступом, що тягнеться до Океану Бур, воно сягає довжини 850 км. На відміну від круглих морів подібного розміру (що лежать у добре збережених басейнах), Море Хмар позбавлене маскона, не оточене гірськими хребтами, а всередині не має кілець гряд та грабенів. Гряди там розташовані доволі хаотично, а грабени дуже рідкісні.
Глибина Моря Хмар (товщина лавового покриву) на більшій частині його площі невелика. Це видно за значною кількістю не повністю затоплених кратерів, що трапляються навіть біля його центру. Є різні оцінки глибини цього моря. За даними вимірювання таких кратерів, вона сягає максимуму (>1,5 км) на сході; кілька менших потовщень є на південному заході та північному заході. За вимірюваннями кратерів, що з'явилися після лавового покриву і дно яких сягає материкових порід, лава найтовща в центрі моря (0,6 км), а в інших місцях її товщина становить здебільшого 0,1–0,3 км. Об'єм лави в Морі Хмар оцінюють у 100 000 км3. Вміст титану в ній, згідно зі спектральними даними, відносно низький (1–5 ваг. % TiO2). Різні лавові потоки моря суттєво відрізняються складом, кольором та віком.
Поверхня Моря Хмар лежить на 1,6–2,6 км нижче за місячний рівень відліку висот — на одному рівні з сусіднім Морем Вологості та на кількасот метрів нижче, ніж сусідні ділянки Океану Бур.

## Деталі поверхні

### Кратери
На південно-східному березі Моря Хмар лежить поруйнований 210-кілометровий кратер, що має лише неофіційну назву — «Древній Табіт» (англ. Ancient Thebit). Він містить деякі з найпримітніших деталей поверхні моря — Пряму Стіну та борозну Бірта (див. нижче), а також молоді кратери Бірт і Табіт. Його західна половина схована під морською лавою, але розташування його валу видно й там, бо він у цьому місці окреслений грядами. Можливо, лава є й на сході цього кратера, але дуже стара. Північна частина його валу, виступаючи в море, утворює 100-кілометровий мис Тенарій (лат. Promontorium Taenarium) — єдиний найменований мис Моря Хмар.
У морі та по його берегах є й чимало інших кратерів, у різній мірі залитих лавою. Найбільший серед добре збережених таких об'єктів — 100-кілометровий Пітат на південному березі. Біля центра моря лежить Вольф — 30-кілометровий кратер неправильної форми, для якого навіть припускають вулканічне походження. Подекуди трапляються кратери-привиди, затоплені майже цілком. Найбільші з них — Опельт на півночі моря й Кіс та Любінецький на заході (49, 46 і 43 км відповідно). Інший примітний приклад — 27-кілометровий Вольф T біля центра моря. Крім того, лавою Моря Хмар залиті кратери Гулд, Ласселл та низка сателітних і безіменних.
Деякі кратери моря з'явилися вже після його лавового покриву. Найбільший із них — 61-кілометровий Булліальд, оточений ореолом викидів та численними ланцюжками дрібних вторинних кратерів. Але на північному заході вони вкриті лавою; отже, невеликі виверження там тривали й після його появи. Інші молоді кратери моря, що мають власне ім'я, — Кеніг, Бірт, Ніколле, Кундт та Ліпперсгей.
На південному краї моря лежить 15-кілометровий кратер Гесіод A, оточений двома валами. Це найвидовищніший і найдоступніший для аматорських спостережень представник концентричних кратерів — рідкісних і загадкових об'єктів. На північно-східному березі моря, в кратері Деві Y, розташований 47-кілометровий ланцюжок кратерів, відомий як ланцюжок Деві (Catena Davy). На східному березі, з північного боку мису Тенарій, знаходиться 40-кілометровий кратер Аль-Бітруджі (Alpetragius), примітний величезною центральною гіркою.

### Вулканічні об'єкти
На сході моря, дещо західніше Прямої Стіни, паралельно ній тягнеться 55-кілометрова борозна Бірта (Rima Birt). На обох кінцях вона розширюється. Північне (більше) розширення, що отримало назву Бірт E, має припідняті (до 170 м) краї та оточене темним рудуватим ореолом, що пояснюють відкладами пірокластичних порід. Таким чином, у борозні Бірта, як і в деяких інших подібних місячних борознах, відбувалися вулканічні виверження. Виникла ж вона, найімовірніше, завдяки розломам поверхні (іноді її інтерпретують як лавовий канал, але це не узгоджується з її сегментованим виглядом). Із західного боку Бірта E лежить дуже схожа, але маленька борозна: вона теж має на північному кінці розширення з припіднятими краями й лежить у межах того ж ореолу. Кілька подібних борозен є і в кратері Альфонс на північно-східному березі моря. Менш помітні ознаки пірокластичних порід є в кратері Ласселл, на півострові Фра Мауро і, можливо, біля кратера Любінецький. Але в цілому область Моря Хмар на них небагата.
На північному сході Моря Хмар стоїть невелика височина, де розташовані кратери Ласселл G та Ласселл K. Вона вирізняється жовтим відтінком і підвищеним вмістом діоксиду кремнію, що, ймовірно, теж обумовлено виверженнями. Вулканічне походження можуть мати і згадані її кратери.
На південному заході моря, біля кратера Кіс (26°55′ пд. ш. 24°17′ зх. д. / 26.92° пд. ш. 24.28° зх. д.) стоїть примітний куполоподібний вулкан Кіс π. Як і інші подібні об'єкти, він невисокий: за діаметра 14 км його висота становить лише близько 200 м. Проте при низькому Сонці його видно навіть у невеликі телескопи. На протилежному краю моря, біля кратера Ласселл J (14°59′ пд. ш. 10°53′ зх. д. / 14.99° пд. ш. 10.88° зх. д.), стоїть виразний темний конічний вулкан. Його висота приблизно така ж, а діаметр значно менший: 2,5 км. Подібний об'єкт є навпроти мису Тенарій (19°34′ пд. ш. 11°01′ зх. д. / 19.57° пд. ш. 11.02° зх. д.). Можливо, в морі існують і інші, менш помітні, такі вулкани.
У центрі моря, дещо північніше кратера Вольф (який іноді вважають вулканічною кальдерою), тягнеться довга, але малопомітна звивиста борозна. Вона має L-подібну форму та перетинає невелику гряду. Її кінці розташовані біля кратерів Вольф A та Гулд X; відстань між ними — близько 60 км. Є в Морі Хмар і кілька менших подібних борозен. Їх інтерпретують як русла лавових потоків.

### Інші об'єкти
В Морі Хмар розташований найвидовищніший на Місяці скид, добре помітний навіть у невеликі телескопи, — Пряма Стіна (лат. Rupes Recta). Це уступ, що тягнеться на 120 км із півночі на південь уздовж східного краю моря. Його середня висота — 300 м, а нахил — 30–40°. Висота в ньому спадає в бік моря, на захід, і тому на сході Сонця він відкидає тінь, а на заході виглядає яскравою смужкою. При високому Сонці його майже не видно. Біля його південного кінця є група пагорбів, які порівнюють із баранячим рогом або ефесом меча («клинком» якого є сам уступ).
Частина південно-західного берега моря отримала назву «уступ Меркатора» (Rupes Mercator). Він у кілька разів вищий за Пряму Стіну, але менш уривистий, рівний і виразний. Він тягнеться на 130 км між кратерами Меркатор та Вейс. Цей уступ є залишком валу великого кратера (або одного з кратерів), у якому лежить Море Хмар.
По краях моря трапляються довгі грабени. Зокрема, на його півдні лежить борозна Гесіода (Rima Hesiodus), що перетинає уступ Меркатора і заходить у Болото Епідемій, а на заході — борозни Гіппала (Rimae Hippalus), що заходять у Море Вологості. На берегах моря, зокрема, в тамтешніх кратерах, є й менші борозни. Значно більше в цьому морі гряд, але всі вони станом на 2015 рік безіменні.
На південному заході моря, поблизу кратера Кампан A (25°43′ пд. ш. 27°41′ зх. д. / 25.72° пд. ш. 27.68° зх. д.), лежить 2-кілометрова меніскова западина — рідкісний об'єкт загадкового походження.
Північно-східні береги моря вкриті «імбрійською скульптурою» — численними невеликими хребтами й западинами, що тягнуться з півночі і з'явилися при падінні викидів гігантського басейну Моря Дощів. У самому Морі Хмар їх не видно: там вони вкриті лавою. Натомість там багато світлих променів молодого кратера Тихо. Два особливо яскравих його променя перетинають південно-західну частину моря в околицях кратера Кіс.

## Геологічна історія
Западина, в якій лежить Море Хмар, дуже древня і зруйнована так сильно, що її походження малозрозуміле. Вона з'явилася в донектарському періоді в зовнішній частині гіпотетичного басейну Океану Бур і, найімовірніше, є результатом накладання кількох великих кратерів. Дані щодо товщини лави та рельєфу поверхні вказують на існування там чотирьох поруйнованих кратерів діаметром 240–420 км (найбільший із них містить західну частину моря). За іншою версією, ця западина є єдиним кратером, діаметр якого оцінюють у 750 або 690 км. Подальші астероїдні удари руйнували її та засипали викидами. Найтовщим (кількасот метрів) має бути шар викидів сусіднього басейну Моря Вологості; ймовірно, є там і тонкий шар викидів басейну Моря Дощів.
Сучасний лавовий покрив моря з'явився пізніше, причому на різних його ділянках — у різні часи. Вік цих ділянок оцінюють за підрахунком кратерів, що встигли там накопичитися. Згідно з однією оцінкою, він лежить у межах 2,8±0,3–3,7±0,1 млрд років, що відповідає пізньоімбрійській епосі та ератосфенівському періоду. Ератосфенівська (молодша) лава вкриває меншу площу й трапляється здебільшого на півночі моря. За іншою оцінкою, цей вік лежить у межах 2,3±0,4–3,6±0,1 млрд років, молода лава переважає в центрі моря, а стара — на периферії, причому ератосфенівською є більша частина морської поверхні. У лави різного віку дещо відрізняється склад: молодша лава містить більше титану, що характерне і для інших місячних морів.
Після застигання лавового покриву його найтовщі частини просіли, завдяки чому в морі з'явилися грабени, гряди та Пряма Стіна. Вік останньої, за оцінками, не перевищує 3,2 млрд років, і в такому разі це наймолодший великий скид Місяця. Навколо сусіднього Моря Вологості пролягли борозни Гіппала, що поширилися й на край Моря Хмар. Борозна Бірта з'явилася 3,2–0,8 млрд років тому, а згодом у ній відбувалися вибухові чи фонтаноподібні вулканічні виверження. Подекуди в морі ставалися й виверження іншого типу, що створили вулкани на зразок Кіса π. Вулканічна активність на височині біля кратера Ласселл принаймні частково теж відбувалася після застигання морської лави.
Накопичення кратерів у морі тривало і до, і після його залиття лавою. «Древній Табіт» з'явився ще в донектарському періоді, 4,5–3,9 млрд років тому. Серед інших кратерів, старших за лавовий покрив, — Опельт, Кіс та Любінецький, а серед молодших — Кеніг, Бірт та Ніколле. Кратер Булліальд утворився після основного етапу виливів, але до їх остаточного припинення; його вік оцінюють у 3,6 млрд років.

## Інше
12 травня 1965 року, за однією з версій, біля південно-східного берега Моря Хмар (31° пд. ш. 8° зх. д. / 31° пд. ш. 8° зх. д.) впав космічний апарат «Луна-5».
11 вересня 2013 року на північному заході моря, між кратерами Опельт та Любинецький, стався спалах світла, що був наслідком метеоритного удару, — рекордний за яскравістю та тривалістю серед зареєстрованих на Місяці на той час. Його зоряна величина в смузі V сягнула 2,9±0,2m, а тривалість перевищувала 8 секунд. Енергію вибуху оцінюють у (6,5±1,0)·1010 Дж (близько 15 тон тротилу). При цьому мав з'явитися кратер розміром близько 50 метрів. Маса метеорита могла становити кілька десятків або сотень кілограмів.

## Карти
Карти Моря Хмар та околиць, які видав Aeronautical Chart Information Center, United States Air Force (1963–1964):

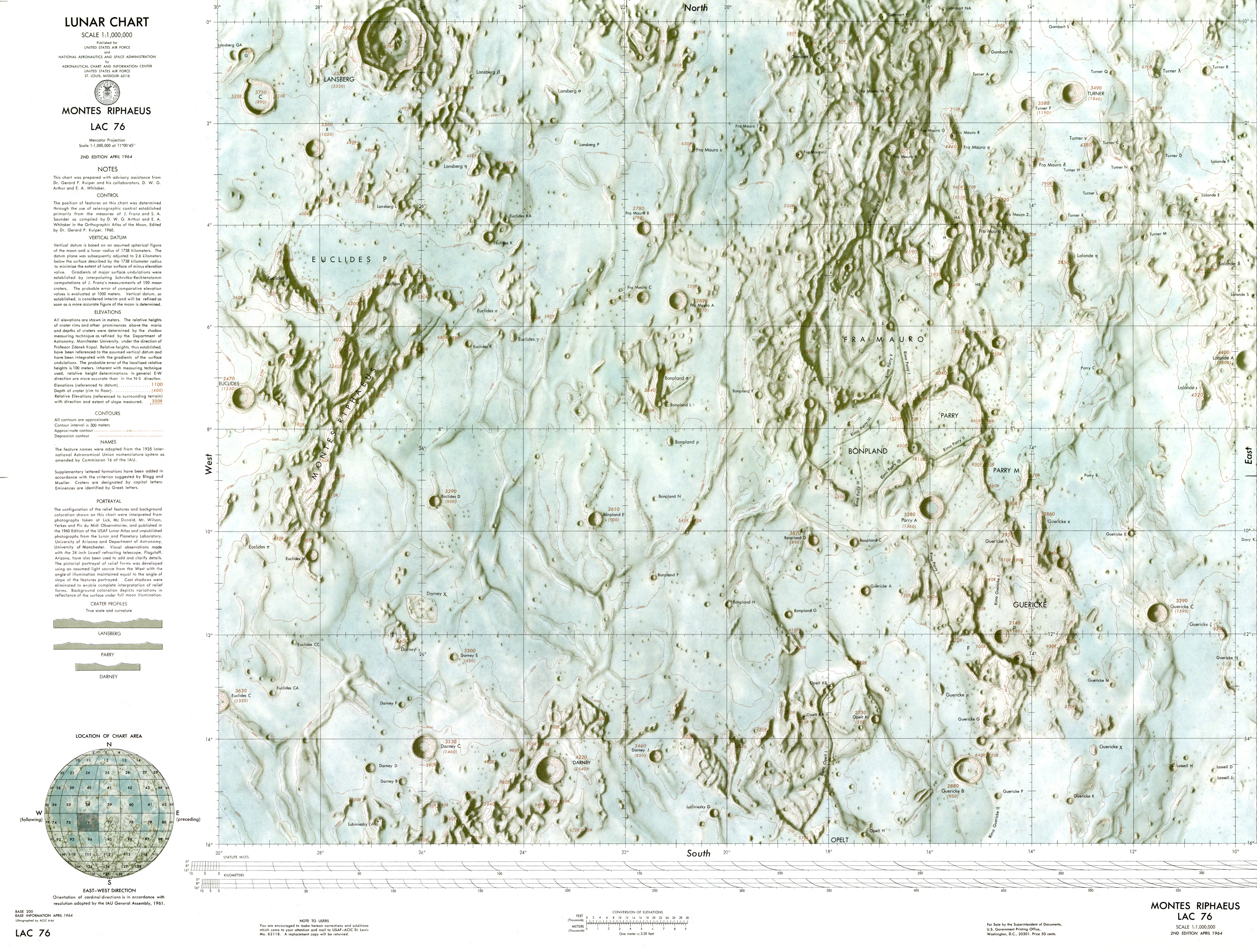
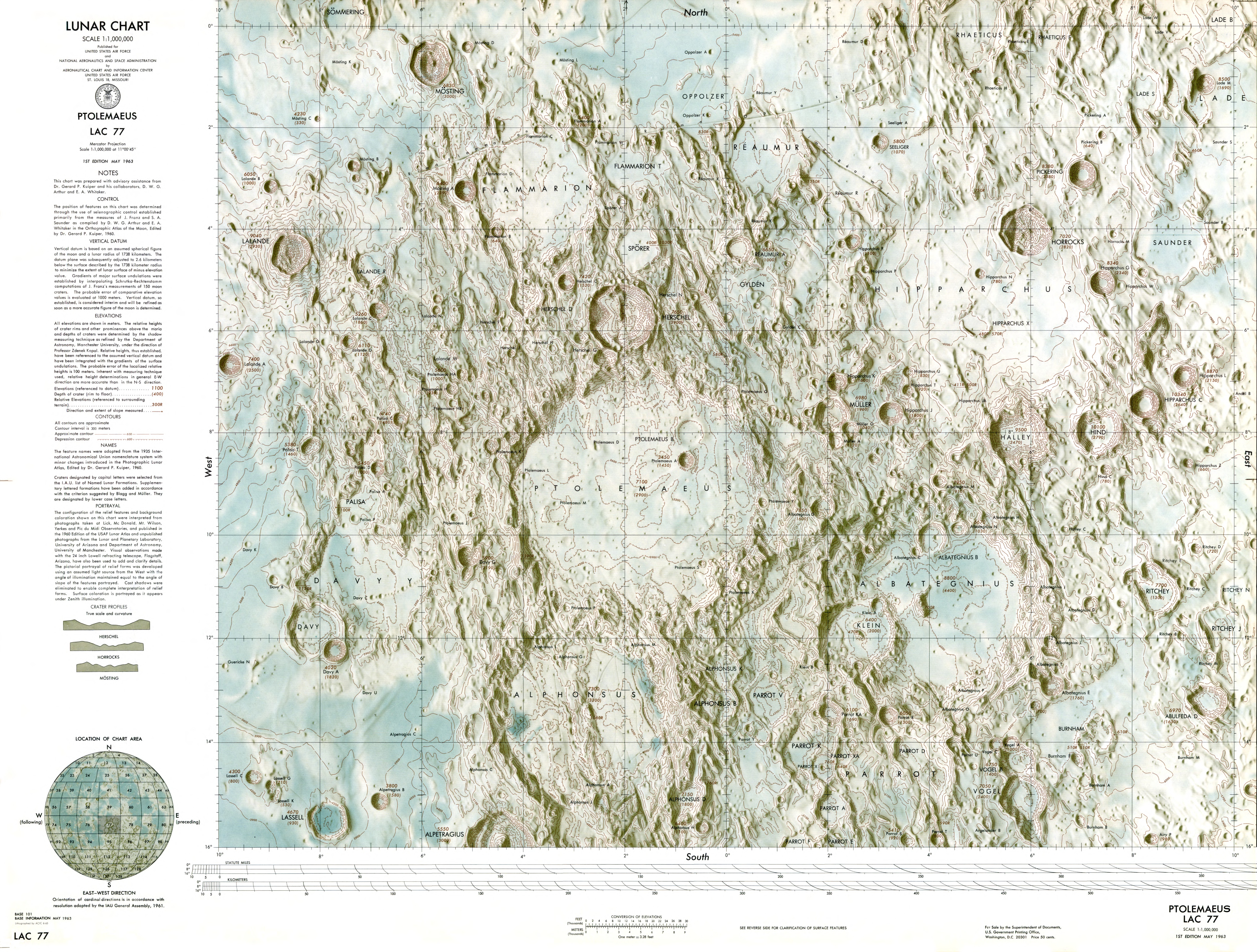

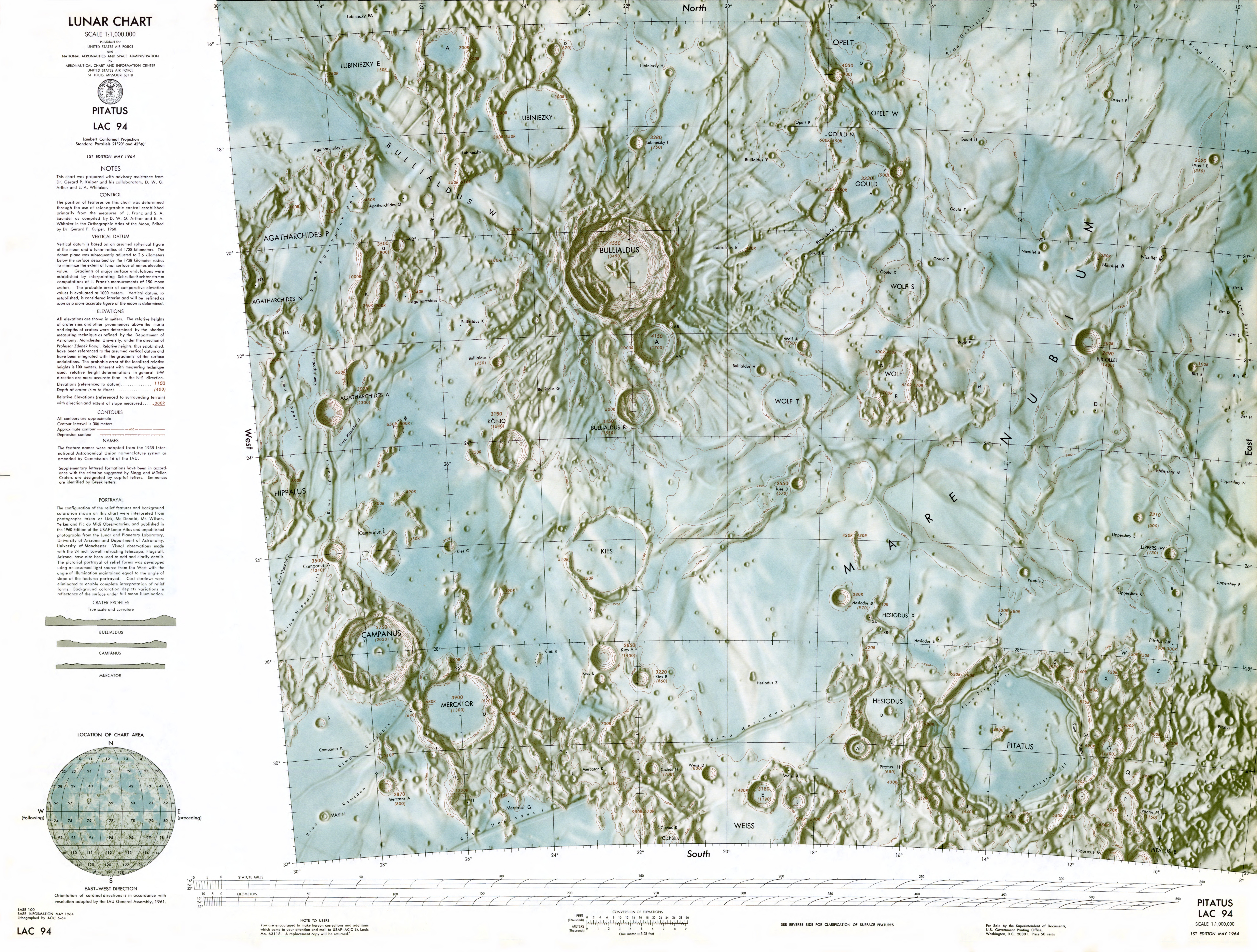
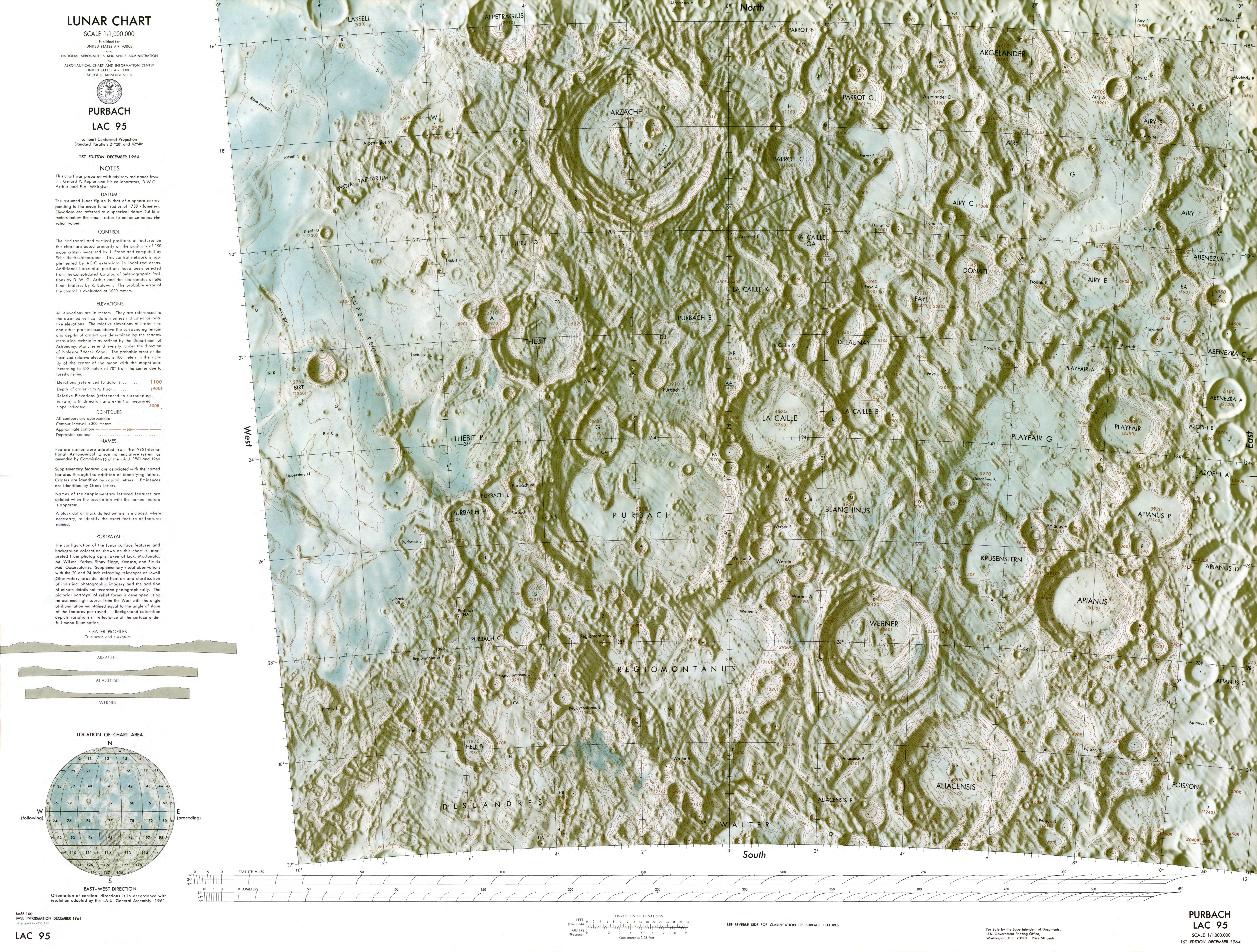